# Ovocná alej Tučín
Ovocná alej Tučín je alej ovocných stromů podél polní cesty vedoucí od Tučínského potoka do svahu kopce Skleňák u vesnice Tučín v okrese Přerov. Nachází se v geomorfologickém podcelku Bečevská brána v etnickém regionu Haná a v Olomouckém kraji.

## Historie a popis
V Ovocné aleji Tučín, která byla vysazena v roce 2009, byly vysazeny špičáky švestky, ringle a třešně. Délka aleje je cca 0,378 km a byla postavena v rámci pozemkových úprav v projektu Operační program Životní prostředí.

## Další informace
Alej je celoročně volně přístupná a vede jí naučná stezka obcí Tučín S tučňákem za poznáním.

## Galerie

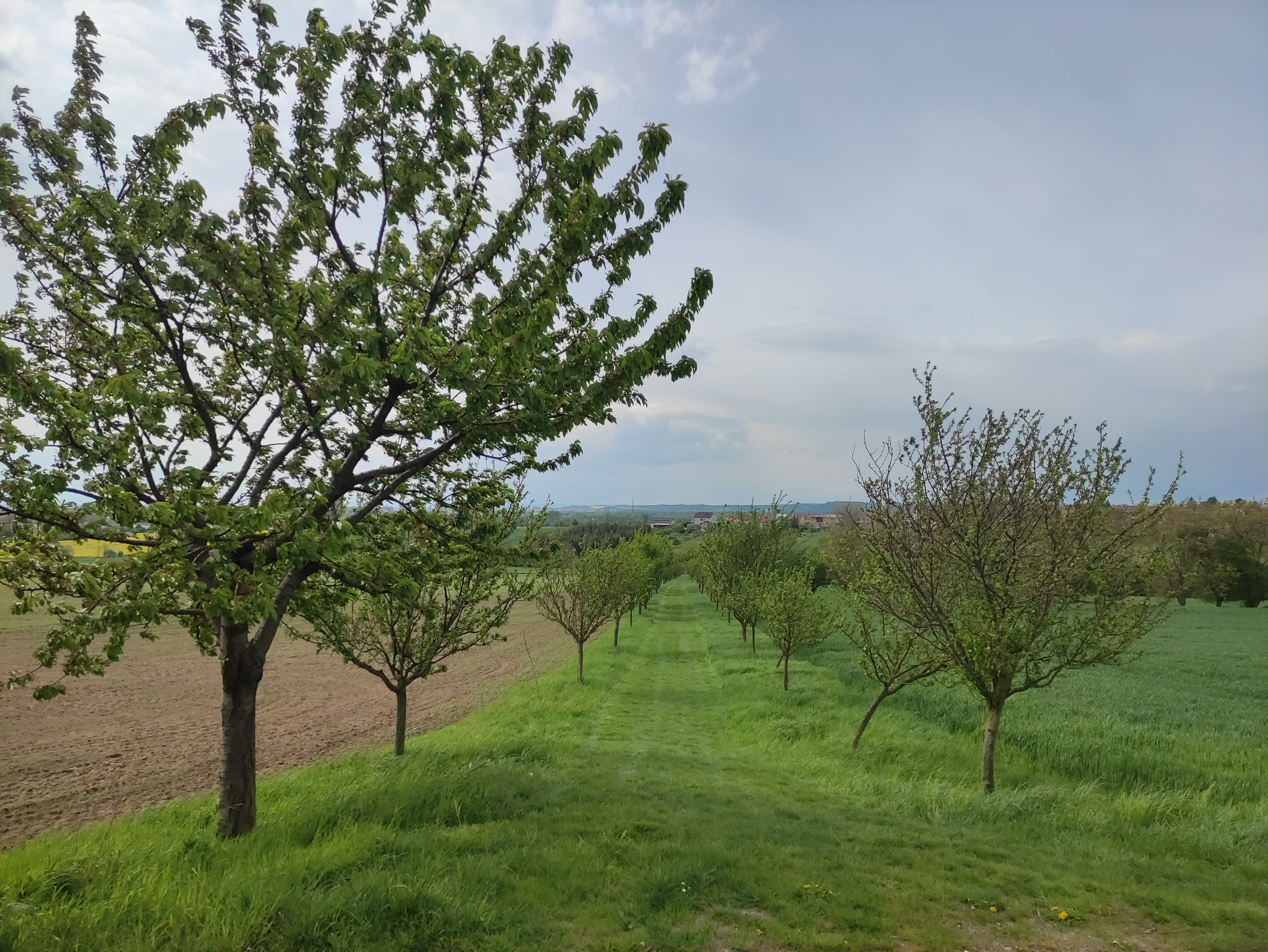
Alej v dubnu 2024